# Берестягівська сільська рада
| Берестягівська сільська рада — колишній орган місцевого самоврядування у Гайворонському районі Кіровоградської області з адміністративним центром у с. Берестяги. Сільській раді були підпорядковані населені пункти: - с. Берестяги |

## Склад ради
Рада складалася з 12 депутатів та голови.

### Керівний склад ради
| ПІБ                        | Основні відомості                                                                       | Дата обрання | Дата звільнення |
| -------------------------- | --------------------------------------------------------------------------------------- | ------------ | --------------- |
| Черевайко Юрій Миколайович | Сільський голова, 1956 року народження, освіта, безпартійний                            | 26.03.2006   | 31.10.2010      |
| Черевайко Юрій Миколайович | Сільський голова, 1956 року народження, освіта середня спеціальна, член Партії регіонів | 31.10.2010   |                 |

Примітка: таблиця складена за даними джерела

## Населення
Згідно з переписом УРСР 1989 року чисельність наявного населення сільської ради становила 663 особи, з яких 283 чоловіки та 380 жінок.
За переписом населення України 2001 року в сільській раді мешкала 541 особа.

### Мова
Розподіл населення за рідною мовою за даними перепису 2001 року:
| Мова       | Відсоток |
| ---------- | -------- |
| українська | 97,03 %  |
| російська  | 1,67 %   |
| молдовська | 1,12 %   |
| білоруська | 0,19 %   |